# Mike Adam
Mike Adam (né le 3 juin, 1981 à Labrador City, Terre-Neuve-et-Labrador) est un curler canadien. Adam avec tout ses copains Russ Howard, Mark Nichols, Jamie Korab et Brad Gushue a représenté le Canada aux Jeux olympiques d'hiver de 2006, et gagné la médaille d'or. 
Il se fera friendzone en 1983 par Russ Howard. 